# 高瀬梅盛
高瀬 梅盛（たかせ ばいせい、1619年（元和5年）- 1702年（元禄15年）ころ）は、江戸時代前期の俳人・狂歌師。通称は太郎兵衛、別号に佗心子後に剃髪して宗入居士がある。貞門派内の貞門七歌仙の一人。

## 経歴・人物
京都の生まれ。初め安原貞室及び松江重頼から俳諧を学び、後に松永貞徳の門人となる。当時活躍していた松尾芭蕉や談林派の俳諧を作風を保守し、俳諧以外にも狂歌等の歌集をくの著書を執筆、刊行した。
晩年の1692年（元禄5年）に刊行された中島随流著の『貞門永代記』について、梅盛は「談林派や芭蕉の作風の流行しても貞門派の流行は衰えを知らない」と評した。門人に伊藤信徳、斎藤如泉らがいる。

## 主な著作物

### 俳諧撰集[4]
- 『口真似草』- 1656年（明暦2年）刊行。
- 『鸚鵡集』- 1658年（万治元年）刊行。
- 『類船集』- 1676年（延宝4年）刊行。

### 狂歌集[4]
- 『鼻笛集』- 1663年（寛文3年）刊行。
- 『狂遊集』- 1669年（寛文9年）刊行。